# 1960 au théâtre
| Années du théâtre : 1957 - 1958 - 1959 - 1960 - 1961 - 1962 - 1963    |
| Décennies du théâtre : 1930 - 1940 - 1950 - 1960 - 1970 - 1980 - 1990 |

Cet article présente les faits marquants de l'année 1960 au théâtre.

## Pièces de théâtre publiées
- Château en Suède, de Françoise Sagan.

## Pièces de théâtre représentées
- 12 janvier : Château en Suède de Françoise Sagan, Théâtre de l'Atelier, avec Philippe Noiret
- 20 janvier : Rhinocéros d'Eugène Ionesco, Théâtre de l'Odéon, mise en scène Jean-Louis Barrault (créé en Allemagne le 6 novembre 1959)
- 22 mars : La Dernière Bande de Samuel Beckett, traduction française par l'auteur, mise en scène Roger Blin, Théâtre Récamier
- 16 avril : Les Âmes mortes d'Arthur Adamov, d'après Nicolas Gogol

- 17 septembre : Les Glorieuses et Une femme qui dit la vérité d'André Roussin, mise en scène de l'auteur et Pierre Dux, Théâtre de la Madeleine
- 4 octobre  : Cher menteur de Jerome Kilty, mise en scène de l'auteur, Théâtre de l'Athénée (Paris)
- 20 octobre : Florence de Marcel Dubé
- Le Square de Marguerite Duras, mise en scène José Quaglio, Théâtre des Mathurins

## Naissances
- 4 février : Jonathan Larson, auteur-compositeur et acteur américain de comédies musicales († 25 janvier 1996).
- 4 mars : Blandine Pélissier, actrice, traductrice-adaptatrice de l'anglais et metteuse en scène française.
- Catherine Anne, actrice, metteuse en scène et dramaturge française.